# Завадский, Игорь Владимирович
И́горь Влади́мирович Зава́дский (25 января (6 февраля) 1875, Симбирск, Симбирская губерния, Российская империя — 27 декабря 1944, Ростов-на-Дону, Ростовская область, СССР) — русский, советский врач-терапевт, доктор медицины, профессор. Ученик академика И. П. Павлова, первый председатель Ростовского научного общества терапевтов.
Обнаружил в запаздывающем условном рефлексе разделение на начальную недеятельную и вторую деятельную фазы, изучал действие фармакологических веществ на центральную нервную систему, исследовал вспышки «азиатской холеры», бруцеллёза, боролся с сыпным тифом и малярией.

## Биография
Родился 25 января (6 февраля) 1875 года в Симбирске (ныне Ульяновск, Россия) в семье товарища прокурора Симбирского окружного суда — титулярного советника из рода потомственных дворян. Отец — Владимир Ромулович Завадский (1846—1913), младший брат крупного российского государственного деятеля Владислава Ромуловича Завадского. Мать — Александра Александровна Завадская, в девичестве Евдокимова (1849 г.р.), была дочерью надворного советника и до замужества преподавала иностранные языки. В семье кроме Игоря родилось ещё двое детей: старший брат Игоря Александр (1873 г.р.) (в будущем приват-доцент Казанского университета на кафедре гражданского права) и младшая сестра Наталья (1877 г.р.).
В автобиографии Завадский писал, что «рос болезненным ребёнком», поэтому поступил в 1-й класс 3-й Казанской классической гимназии довольно поздно, в возрасте 11 лет, в 1886 году. Отучившись 8 классов, в 1894 году окончил гимназию с серебряной медалью, которая давала право поступить без экзаменов в Императорский Казанский университет. Учился на медицинском факультете, окончил его в 1899 году, получив диплом с отличием и степень лекаря (Medicus cum eximia laude).
В 1899—1907 годах (с перерывом) работал в факультетской терапевтической клинике Императорского Казанского университета сначала штатным ординатором, затем лаборантом под руководством профессора С. В. Левашова. В январе 1901 года зачислен в запас чиновником военного медицинского ведомства. 28 декабря 1904 (10 января 1905) был призван в армию в связи с началом Русско-японской войны и до конца войны (с перерывом, когда служил младшим ординатором Иркутского сводного полевого запасного госпиталя № 16 Сибирского военного округа) он — младший врач 39-го военно-санитарного поезда.
В сентябре 1907 года определён штатным младшим медицинским чиновником при Управлении врачебного инспектора. По возвращении с войны и до 7 сентября 1907 года работал лаборантом в Императорском Новороссийском университете в Одессе, продолжив работу над начатой в довоенное время статьёй «К вопросу о судьбе салициловой кислоты в организме животных» (опубликована в 1909 году).
В 1907 году переехал из Одессы в Петербург, где два года работал практикантом в Физиологическом отделе И. П. Павлова в Институте экспериментальной медицины, где в 1908 году защитил диссертацию на тему «Материалы к вопросу о торможении и растормаживании условных рефлексов» (цензоры работы — И. П. Павлов, Н. П. Кравков, Б. П. Бабкин). В отзыве на диссертацию 3 (16) ноября 1908 года сам Павлов отметил, что «Труд д-ра Завадского — выдающегося, чрезвычайно научного значения». В итоге эта работа была удостоена Императорской Академией наук (ИАН) премии в 1000 рублей и почётной золотой медали имени графа Д. А. Толстого (Президента ИАН) «За учёный труд на пользу и славу Отечества».
После защиты диссертации стал исполняющим обязанности помощника заведующего Физиологического отдела, параллельно в 1909—1910 годах работал ординатором Петропавловской больницы в Петербурге. В 1910 году уволен со службы в запас и более не призывался.
В 1912 году читал лекции в должности приват-доцента кафедры госпитальной терапевтической клиники Женского медицинского института, где познакомился со своей будущей второй женой — Надеждой Алексеевной Старковой.
Вернувшись в Казань, в декабре 1913 года заступил на должность экстраординарного профессора кафедры врачебной диагностики Казанского университета, но менее чем через три года переехал в Ростов-на-Дону.
В июле 1915 года, в ходе неудачно складывающейся для России обстановки в Первой мировой войне, Императорский Варшавский университет был эвакуирован в глубь страны, а осенью переведён в Ростов-на-Дону. Распоряжением Министерства народного просвещения от 30 января (12 февраля) 1916 года Завадский был направлен на кафедру факультетской терапевтической клиники для чтения лекций. Через 3 месяца руководитель терапевтической клиники университета профессор З. В. Гутников подал рапорт на имя ректора Императорского Варшавского университета о передаче клиники Завадскому, который вскоре создал на этой клинической базе кафедру госпитальной терапии, а 16 (29) апреля 1916 года стал при кафедре экстраординарным профессором Донского университета, где проработал до 1931 года, когда в связи с переходом на 4-летнее обучение кафедра госпитальной терапии была ликвидирована.
После сокращения кафедры работал терапевтом-консультантом в Водбольнице и Водполиклинике Ростова-на-Дону, в 1935 году был принят профессором-консультантом и научным руководителем клинического отделения Азово-Черноморского государственного тропического научно-исследовательского института (позже НИИ малярии и медицинской паразитологии) в Ростове-на-Дону.
С началом Великой Отечественной войны стал безвозмездным консультантом при Ростовской санчасти (проводил экспертизы, консультации при госпиталях и на дому, читал лекции военным врачам). 1 февраля 1942 года был назначен на должность временно исполняющего обязанности заведующего кафедрой пропедевтики внутренних болезней Донского университета, но через три с половиной месяца освобождён от этой должности по собственному желанию.
Умер 27 декабря 1944 года в Ростове-на-Дону, похоронен на местном Армянском кладбище.

## Семья
Дважды женат. Первая жена — Ольга Васильевна Рожанская (1877—1916), врач-терапевт, дочь старшего врача Самарской Губернской земской больницы (её сестра — Юлия Васильевна Рожанская — была женой писателя Алексея Николаевича Толстого). От этого брака — дочь Наталья Игоревна (1900 г.р.). Вторая жена — Надежда Алексеевна Старкова (1877 г.р), дочь генерал-губернатора. В этом браке родилась дочь Татьяна Игоревна (1921 г.р), специалист в области кардиоревматологии.

## Научная деятельность
Автор более 100 научных работ по вопросам рефлексов, а также терапии и инфекционных болезней.
Добился ряда серьёзных научных достижений, в основном во время работы в лаборатории Павлова, где обнаружил в запаздывающем условном рефлексе разделение на начальную недеятельную и вторую деятельную фазы (посторонние раздражители вызывали растормаживание недеятельной фазы и торможение деятельной). Чуть позже ввёл в практику методику условных рефлексов в изучении действия фармакологических веществ (этанола, морфина, кокаина и кофеина) на центральную нервную систему, опубликовав в 1908 году доклад на эту тему в Трудах Общества русских врачей. Пытался установить локализацию теплорегулирующих центров и изучал влияние на температуру тела антипирина и ряда перерезок спинного мозга у собак. Провёл исследования по выявлению фосфора в крови больных острым и хроническим нефритом, тетанией, фиброзной пневмонией, ожирением и истерией.
Параллельно с опытами, связанными с условными рефлексами, провёл в 1909 году статистический анализ «азиатской холеры», вспышка которой была зафиксирована в Санкт-Петербурге в 1908—1909 годах; в своём отзыве на эту работу профессор Казанского Императорского университета Н. А. Засецкий указал, что «разбираемая работа доктора И. В. Завадского обнаруживает в авторе умение разбираться в статистических данных и оперировать ими».
Будучи на Северном Кавказе в конце 1910-х годов, одним из первых обнаружил случаи бруцеллёза, указал зону его распространения, выявил первые на этой территории протозойные заболевания кишечника и изучил их, а также принимал участие в борьбе с эпидемиями сыпного тифа (1918—1919) и малярии (1920—1921), изложив полученный опыт в книге «Клиника, диагностика и лечение малярии».
Работая во второй половине 1930-х годов в клиническом отделении Азово-Черноморского государственного тропического научно-исследовательского института, описал редкие клинические случаи малярийного полиартрита, смешанной малярийной инфекции, болезни Банти (англ. Banti's syndrome).
Важнейшим организационным достижением профессора является создание кафедры госпитальной терапии Императорского Варшавского университета.
Среди его учеников 8 профессоров и 5 доцентов. За время существования клиники госпитальной терапии в период с 1916—1931 гг. в ней прошли клиническую школу более 50 ординаторов.

## Признание и награды
- С 1903 по 1913 годы четырежды повышен в чине: титулярный советник, коллежский асессор, надворный советник, затем коллежский советник.
- В январе 1916 года «Всемилостивейше награждён орденом Святого Станислава III степени».
- Первый председатель созданного в 1930 году Ростовского научного общества терапевтов[7].
- Член Совета общества Российских терапевтов (с ноября 1924 г.)[1].